# Morrisville (Vermont)
Morrisville es una villa ubicada en el condado de Lamoille en el estado estadounidense de Vermont. En el año 2010 tenía una población de 1.958 habitantes y una densidad poblacional de 391,6 personas por km².

## Geografía
Morrisville se encuentra ubicado en las coordenadas 44°33′42″N 72°35′54″O / 44.56167, -72.59833.

## Demografía
Según la Oficina del Censo en 2000 los ingresos medios por hogar en la localidad eran de $27,969 y los ingresos medios por familia eran $37,697. Los hombres tenían unos ingresos medios de $26,542 frente a los $19,828 para las mujeres. La renta per cápita para la localidad era de $15,446. Alrededor del 14.1% de la población estaba por debajo del umbral de pobreza.